# Процес рехабилитације кнеза Павла Карађорђевића
Процес рехабилитације кнеза Павла Карађорђевића је био судски процес којим је оспорена кривица и оспорена пресуда из 1945. године, против кнеза Павла Карађорђевића, који је био осуђен за издају и сарадњу са окупатором.

## Позадина
Кнез Павле Карађорђевић се нашао на југословенском престолу одмах након Марсејског атентата на краља Александра Карађорђевића, 1934. године. Кнез Павле је заправо био један од тројице намесника, који су управљали државом у име малолетног престолонаследника Петра II. Иако је настојао да Југославију извуче из крвавог рата, који се све више назирао, кнез Павле Карађорђевић је морао да прихвати приступање Југославије у Тројни пакт, како више није могао да трпи притиске немачког нацистичког вође Адолфа Хитлера, који је упозоравао да више не може да зауставља италијанског фашистичког диктатора Мусолинија у походу на Југославију.
Краљевина Југославија је званично приступила Тројном пакту дана 25. марта 1941. године. Два дана касније, на улицама Београда је дошло до великих демонстрација, а неколико високих официра војске Југославије је извршило пуч и збацимо кнеза Павла са престола. Одмах после тога, кнез Павле је ухапшен у возу за Загреб, и послат у изганство у Африку.
По завршетку Другог светског рата, Комунистичка партија Југославије долази на власт, и покреће хапшења свих припадника Југословенске војске у отаџбини, сарадника Владе народног спаса генерала Милана Недића, Српског добровољачког корпуса адвоката Димитрија Љотића, и др. У веома брзим процесима, изричу се најстроже мере, а оптужени бивају проглашени кривим за дела издаје и сарадње са окупатором. Тако је Државна комисија, септембра 1945. године, донела одлуку којом је кнез Павле Карађорђевић проглашен ратним злочинцем.

## Покретање процеса
Процес рехабилитације кнеза Павла Карађорђевића, покренула је његова ћерка кнегиња Јелисавета Карађорђевић, пред Вишим судом у Београду.

## Решење о рехабилитацији
Одлука о рехабилитацији кнеза Павла Карађорђевића донето је 15. децембра 2011. године. Виши суд у Београду је суспендовао одлуку Државне комисије, донету 1945. године, која је кнеза Павла прогласила ратним злочинцем. Тиме су укинуте све санкције изречене кнезу Павлу, међу којима је и она о конфискацији имовине, и он је званично постао неосуђиван. Овим процесом је доказано да је кнез Павле осуђен из политичко-идеолошких разлога, како се наводи у саопштењу адвоката Душанке Хомен Суботић, правног заступника Јелисавете Карађорђевић, као наследника кнеза Павла, у овом процесу.